# Атрауов, Саур
Саур Атрауов (1901, с. Сарачинка, Гурьевский уезд, Уральская область, Российская империя — 1938, Казахская ССР) — советский казахский политический и общественный деятель.

## Биография
Родился в 1901 году в селе Сарачинка (ныне — Махамбетский район Атырауской области) в семье батрака. Казах. Член Коммунистической партии с 1924 года.
В 1927 году окончил Высшую школу профсоюзного движения при ВЦСПС в Москве.
В 1919—1921 годах — председатель революционного комитета в поселке Сарачинка. В 1921—1924 годах — председатель комитета рыбного производства. В 1924—1925 годах — председатель Гурьевского уездного профсоюза работников пищевой промышленности.
В 1925—1926 годах — председатель профсоюза работников центрального управления пищевой промышленности Кзыл-Орды. В 1926—1927 годах — член Президиума Совета союзов ремесленников и заведующий отделом культуры. В 1928—1929 годах — председатель центрального правления профсоюза работников сельского и лесного хозяйства.
В 1929—1931 годах — председатель исполнительного комитета Уральского округа, ответственный секретарь исполнительного комитета Кзыл-Ординского района.
С сентября 1931 года по 1932 год работал заместителем наркома снабжения Казакской АССР.
В 1932—1933 годах — председатель исполнительного комитета Южно-Казахстанской области.
C мая 1933 по июль 1933 года Нарком труда Казахской АССР.
В 1933—1934 годах — заместитель директора рыбного треста в Гурьеве.
В 1934—1936 годах — председатель исполнительного комитета Катон-Карагайского района Восточно-Казахстанской области, а в 1936—1937 годах — заместитель председателя исполнительного комитета Цурюпинского района в той же области.
28 октября 1937 года был арестован УГБ НКВД КазССР. 7 марта 1938 года Военная коллегия Верховного Суда СССР признал доказанным обвинение в преступлениях, предусмотренных статьями 58-2, 58-7, 58-8, 58-11 УК РСФСР и приговорил к высшей мере наказания. Расстрелян в феврале 1938 года. 14 декабря 1959 реабилитирован ВК Верховного Суда СССР: за отсутствием состава преступления.
Член Президиума Казахской Краевой Контрольной Комиссии ВКП (б); член Казкрайкома ВКП (б) (1930 г.).